# Plaça d'Eivissa (Barcelona)
La Plaça d'Eivissa és al barri d'Horta de Barcelona. De traçat irregular, té una àrea de 924 m² i forma part del nucli antic del barri d'Horta.

## Història
La plaça es projectà el 1889, amb el nom de plaça del Progrés, a l'espai obert davant d'edificis existents (un d'ells del 1777). Hi donaven els carrers Pere Pau, baixada del Mercat, carrer de la Dona i carrer Dolça (actual carrer de Fulton). La plaça no tenia inicialment comunicació directa amb el carrer Major (actual carrer d'Horta). Entre els carrers Pere Pau i el desaparegut carrer de la Dona, hi havia una masia també desapareguda. Des de la dècada de 1950 hi ha pisos i una galeria comercial.
A finals del segle xix s'hi van construir 28 barraques perimetrals del mercat d'abastos, passant a nomenar-se durant uns pocs anys la plaça del Mercat. La iniciativa era privada, i 20 anys després va revertir en l'Ajuntament, que hi va construir més parades a la zona central. Amb la inauguració el 1901 del tramvia elèctric que venia des de Barcelona, augmentà el tràfic de la plaça: persones, carros, mercat ...

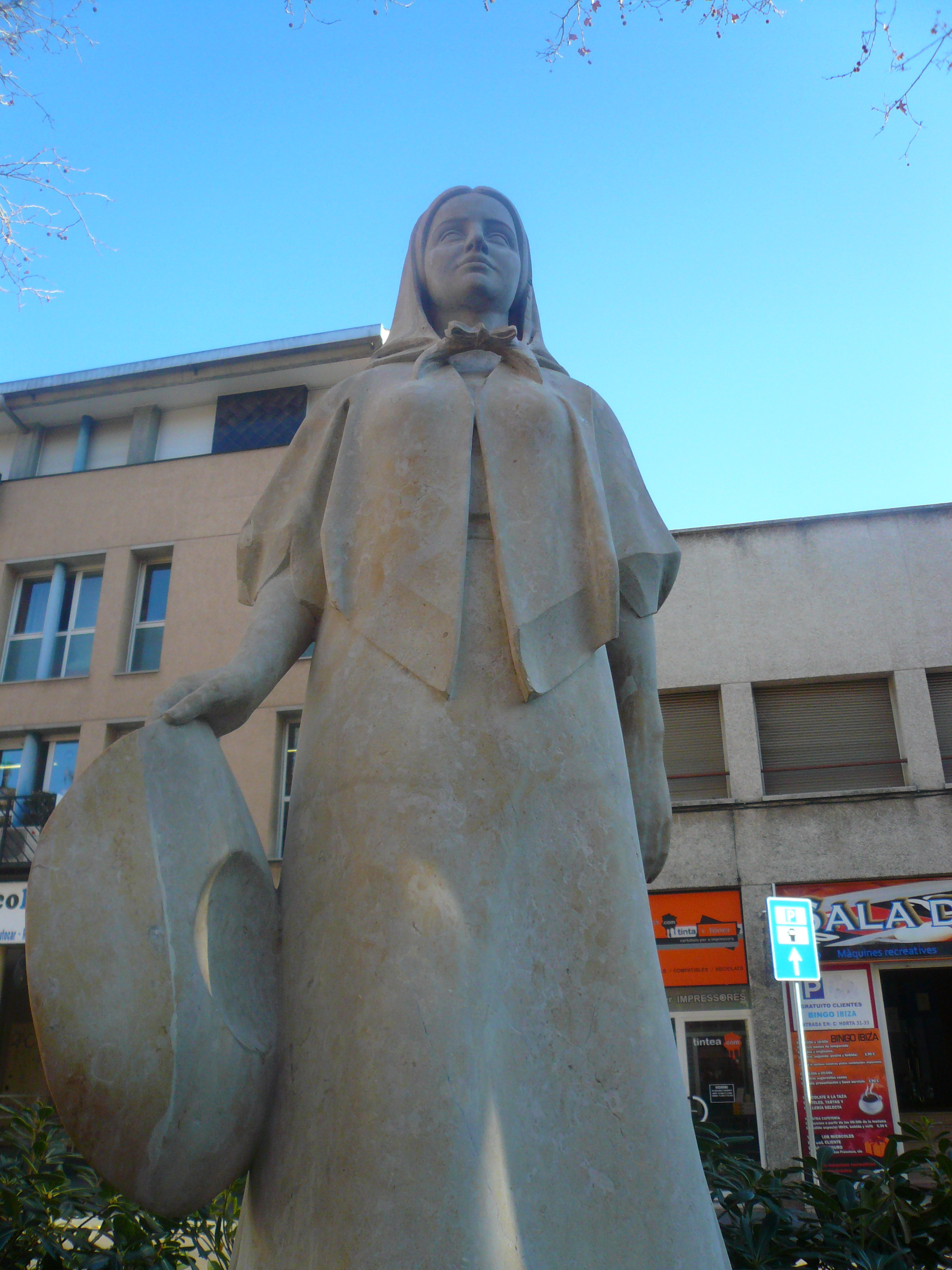
L'Eivissenca, de Joan Centelles

El 1907, després de l'agregació d'Horta a Barcelona (el 1904), se li va donar el nom de plaça d'Eivissa. El 1921 es va aprovar un projecte d'eixamplament per fer-la més gran i menys irregular.
El 19 de març de 1965 l'alcalde Josep Maria de Porcioles hi inaugurà l'escultura Eivissenca, que representa una dona d'Eivissa amb el vestit típic, obra de Joan Centelles i Roig, mort pocs mesos abans.
L'any 1967 hi arriba el metro, amb una sortida de l'estació d'Horta de la línia 5 a la mateixa plaça, i sortides al carrers del Tajo i Lisboa.
Actualment és una zona residencial on es pot trobar en determinades ocasions, com per exemple per Sant Jordi o altres celebracions i festes, petits comerços ambulants. Des de 1927 en una cantonada de la plaça hi ha el bar Quimet d'Horta, establiment catalogat com a emblemàtic.